# کونگور
شهر کونگور (به روسی: Кунгур) در کشور روسیه و در کرای پرم واقع شده‌است.